# Projeto Vocal

## Descrição
O Projecto Vocal é um sexteto Português de música a cappella, formado em 2002 na Branca, concelho de Albergaria-a-Velha.
Procuram não se restringir a um só estilo de música. O reportório inclui géneros tão variados e distintos como o Pop, Rock, Popular, Gospel e Clássico.

## Elementos do grupo
- Ana Carolina Silva - (Soprano)
- Cristiana Pinto - (Mezzo-Soprano)
- Ana Catarina Silva - (Contralto)
- Bruno Martins - (Tenor)
- Pedro Santiago - (Barítono)
- Hugo Manaia - (Baixo)

## Espectáculos
Desde a sua formação já participou em alguns eventos, entre eles os Concertos de Natal do Grupo Coral da Jobra de 2002, 2004 e 2005, as Festas de S. Vicente de 2005, o Concerto de Encerramento do Ano Lectivo 2005/2006 do Conservatório de Música da Jobra e concertos conjuntos com o Grupo Coral da Jobra (2005) e com a Orquestra de Câmara do Conservatório de Música da Jobra (2005 e 2006). 
A 13 de Maio de 2006 o Projecto Vocal teve a sua estreia a solo, organizando e protagonizando um Café-Concerto muito bem recebido pelo público.

## Ligações Externas
- Blog do Projecto Vocal